# حمض الديبروغوليك
حمض الديبروغوليك (ويُعرف أيضًا باسم ديكيغولاك) هو مركب طليعي يستخدم في إنتاج حمض الأسكوربيك التجاري.

## الاستخدام
في الزراعة ،
يستخدم ملح الصوديوم من حمض الديبروغوليك، والذي يُعرف بديكيغولاك الصوديوم، في الزراعة كمنظم لنمو النبات، ويستخدم بشكل أساسي كعامل متفرع. يُرش ديكيغولاك الصوديوم كرذاذ على أوراق النبات، أو تُحقن به جذوع النباتات. يمتص النبات ديكيغولاك الصوديوم بعد ذلك وينقله إلى القمم النامية حيث يثبط تخليق الحمض النووي، مما يمنع نمو المزيد من الطبقات القمية غير المرغوب فيها في النبات ويمكن أن يحفز التفرع الجانبي، ومن ثم يؤدي إلى إعادة نمو النبات بشكل أكثر كثافة. وقد يستخدم ديكيغولاك الصوديوم أحيانًا لمنع الإثمار والإزهار في النبات.

## السمية النباتية
يتسبّب استخدام ديكيغولاك الصوديوم في بعض الأحيان في حدوث تسمم نباتي، والذي تشمل أعراضه شحوب أوراق النبات، وتوقف نموه. وقد يصبح الخطر أكبر عند استخدام ديكيغولاك الصوديوم بتركيزات أعلى، وتستمر هذه الآثار الضارة، مما يؤدي إلى فقدان المحاصيل.

## آلية عكس التأثير المثبط للنمو
يمكن عكس تأثير ديكيغولاك الصوديوم المثبط للنمو إذا كان غير مرغوباً فيه باستخدام الجبرلين، ولكل يظل نجاح هذه الطريقة محدودًا.

## الوضع القانوني والتنظيم
بدأ الاتحاد الأوروبي في التخلص تدريجيًا من منتجات وقاية النبات التي تحتوي على حمض الديبروغوليك بعد أن قررت المفوضية الأوروبية في عام 2002 عدم إدراج المادة الكيميائية في المرفق الأول للتوجيه 91/414 / EEC. بينما لا تزال موافقة وكالة حماية البيئة الأمريكية  على استخدام المنتجات التي تحتوي حمض الديبروغوليك كأحد مكوناتها للأغراض الزراعية سارية في الولايات المتحدة الأمريكية.

## المنتجات التجارية
تشمل المنتجات التجارية التي تحتوي على مركب حمض الديبروغوليك في الولايات المتحدة الأمريكية منتجات مثل أتريميك، وأوغيو، وبينشر.

## قضية الجنكة
فشلت إدارة الغابات الحضرية في العاصمة الأمريكية واشنطن في خريف عام 2008 في قمع نمو ثمار آلاف الإناث من أشجار نبات الجنكة بيلوبا عن طريق حقنها بمنتج بينشر المحتوي على ديكيغولاك الصوديوم. يُعرف نبات الجنكة بأنه نبات ثنائي المسكن تتميز إناثه برائحتها الكريهة، لذا يوصى عادةً باستخدام ذكور النبات غير المثمرة للأغراض الجمالية ولإضفاء المناظر الطبيعية. قامت حكومة المدينة في تلك المرة بإنبات أشجار الجنكة في المدينة قبل أن يتم جنس شتلات الجنكة بسهولة، فأدى ذلك إلى وجود الكثير من إناث نبات الجنكة المزروعة في المدينة.
كانت إدارة الغابات الحضرية قد رشت الأشجار سابقًا باستخدام مركب الكلوربروبام لمنع إثمار الإناث، لكن نجاحها كان محدودًا. وعندما لم ينجح حقن ديكيغولاك الصوديوم، نضجت الثمار وسقطت من الأشجار.